# Csengery János
Csengery János (neve előfordul olykor Csengeri formában is) (Szatmárnémeti, 1856. október 2. – Graz, 1945. április 21.) klasszika-filológus, műfordító, egyetemi tanár, a Magyar Tudományos Akadémia tagja (levelező: 1892, rendes: 1920, tiszteleti: 1930.)
Kutatási területe: Görög és latin irodalom, nyelvészet és műfordítás.

## Élete
Apja Czenger János pénzügyi tisztviselő, anyja Track Anna. Az apa később a Czenger vezetéknevet Csengerire magyarosította. A korabeli zsidó sajtó és történetírás kikeresztelkedett zsidóként tartotta számon. A fiú iskoláit Szatmárnémetiben kezdte, majd jó tanulmányi eredményeire való tekintettel szülei beíratták a debreceni Piarista Gimnáziumba, onnan pedig átvitték Debreceni Református Kollégiumba, s ott tett érettségi vizsgát. Egyetemi tanulmányait a Budapesti Tudományegyetem Bölcsészettudományi Karán végezte magyar-latin-görög szakon. 1879-ben nyert középiskolai tanári oklevelet. Egyetemi doktori vizsgát tett 1880-ban.
Vidéki és budapesti középiskolákban tanított. 1883-ban a Katona Józsefről elnevezett Óda-pályázat nyertese lett. 1891-ben magántanári képesítést szerzett a Budapesti Tudományegyetemen. Tanulmányutakat tett Németországban (1891), Franciaországban (1898, 1900), Görögországban (1905), járt Egyiptomban és gyakorta Olaszországban. 1896-tól a kolozsvári egyetem, majd 1921-1927 között a szegedi Ferenc József Tudományegyetem Klasszika-Filológiai Tanszékét vezette. 1921/22-ben ő látta el a Bölcsészettudományi Kar dékáni feladatait, majd az 1924/25-ös tanévre őt választották meg a szegedi egyetem rektorának. 1925/26-ban prorektori funkciót töltött be. 1927. augusztus 31-én vonult nyugdíjba. Elismerésül munkásságáért kitüntetésben
részesült, amelynek keretében ő és leszármazottai felvehették a "Csengeri" vezetéknév "y"-onos írásmódját.
1880-tól haláláig kiterjedt műfordítói munkásságot folytatott; görög és latin írók (Homérosz, Aiszkhülosz, Szophoklész, Euripidész, Catullus, Tibullus, Martialis, Horatius, Vergilius) műveit fordította magyarra.

## Művei

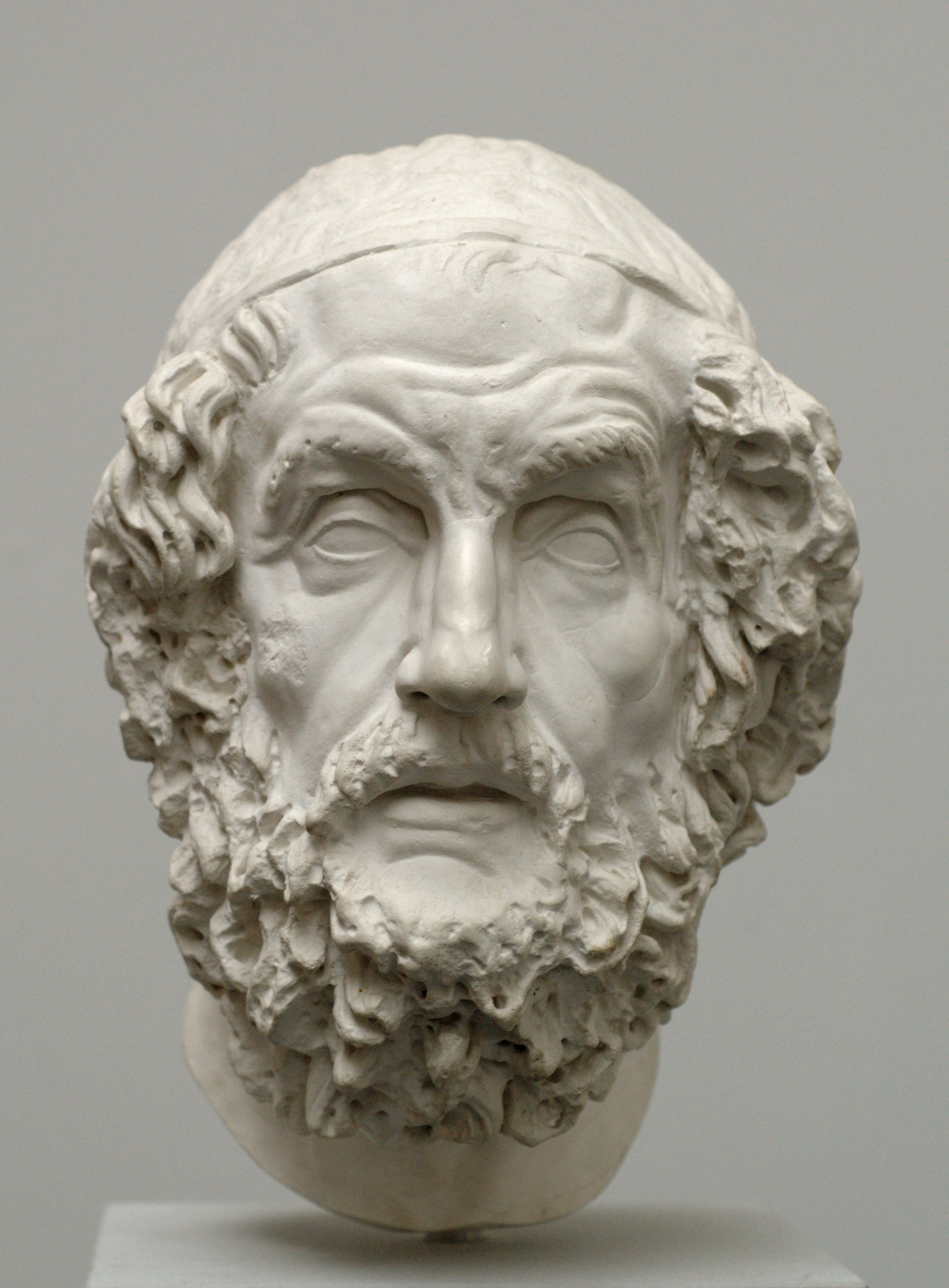
Ὅμηρος Homérosz

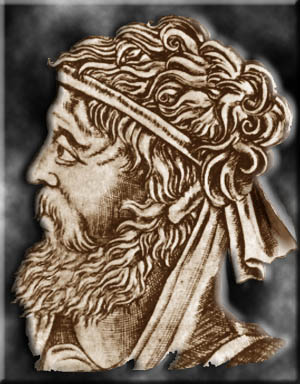
Caius Valerius Catullus

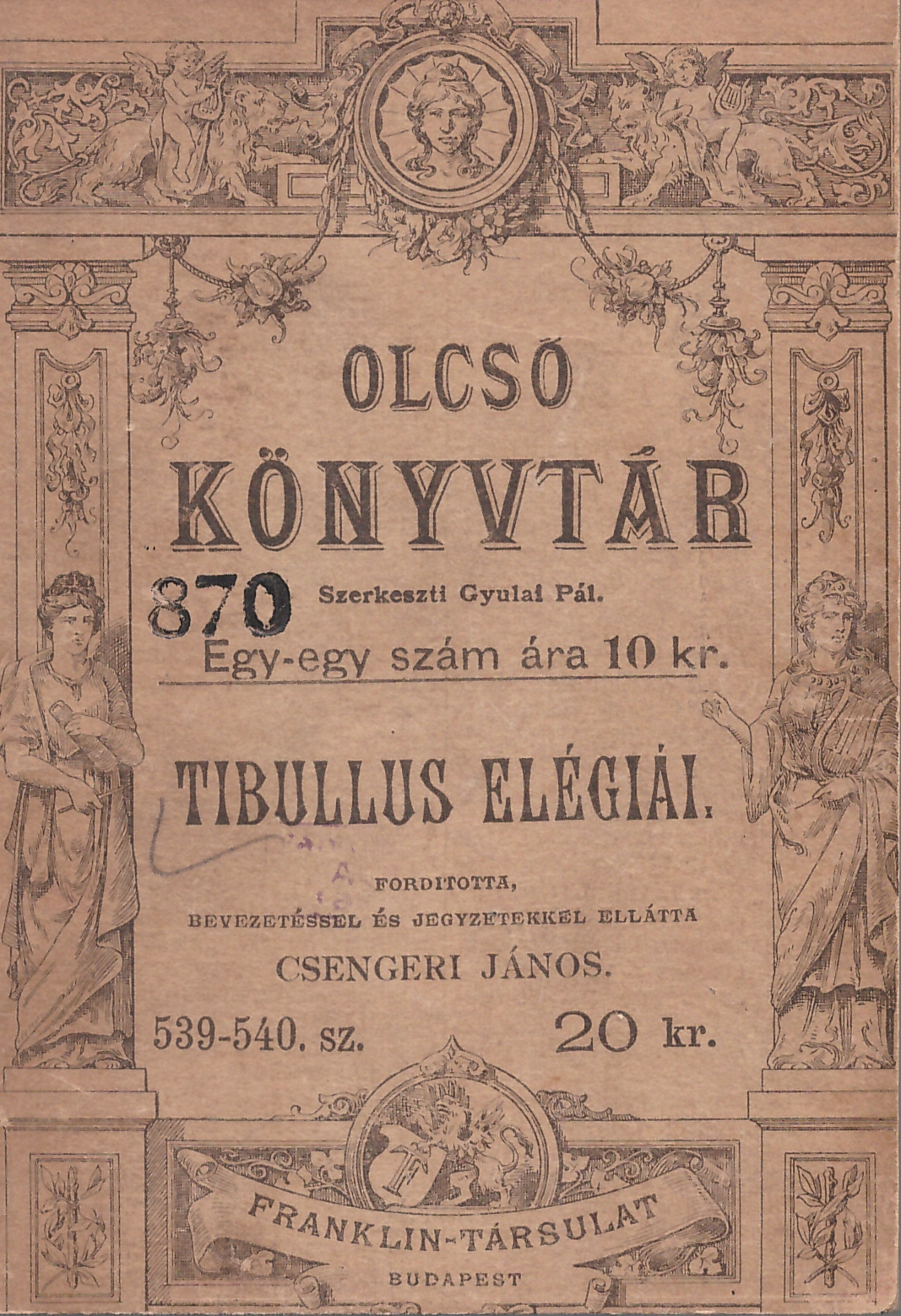
Tibullus elégiái. Fordította Csengery János (1886-os kiadás)

### Tanulmányok
- A görög rhetorika ókori irodalma. Egyetemes Philologiai Közlöny,[3] (1882.)
- A főbb költői fajok kifejlődése a görög irodalomban. Egyetemes Philológiai Közlöny, (1891.)
- Homeros (1888). Győr, Gross Gusztáv. 42 p.
- Jegyzetek Homeros Iliásához. Budapest, 1888.
- Jegyzetek Homeros Odysseájához. Budapest, 1889.
- A római irodalom története (1904). Budapest, Franklin. 104 p. (Klny. az Egyetemes irodalomtörténet II. kötetéből)
- Az ókori klasszikusok jelentősége a középiskolában. Magyar Közművelődés, (1925)
- Vergilius és a kereszténység. Magyar Kultúra (1930. december 20.)
- Vergilius a magyar költészetben (1931). Budapest, MTA. 36 p.
- Arany János és az ókori klasszikusok : tiszteleti tagsági székfoglaló a nagykőrösi Arany János Társaság Arany-emlékünnepén (1933). 18 p. (Klny. a Budapesti Szemléből).

### Műfordítások görögből
- Homeros Iliasa, iskolai használatra. Bő szemelvényekkel és bevezetésekkel. Budapest, 1886. (A bevezetés ujra: Tanulók Könyvtára 40.)
- Homeros Odysseája, iskolai használatra. Budapest, 1887.
- Aeschylos oresteiája : dráma trilógia 1901. Budapest, Franklin.
- Aischylos tragédiái, 1903. Budapest, MTA
- Euripides: Herakles - Hippolytos. Görög és latin remekírók (Latkóczy Mihállyal), 1909. Budapest, Franklin Társulat.
- Aeschylos Oresteiája : drámai trilogia : 2. jav. kiad. : A Kisfaludy Társaság Széher Árpád-féle pályázatán jutalmat nyert műfordítás; kiadja a Kisfaludy-Társaság, 1911. 228 p.
- Euripides: Phoinikiai nők - Medeia, Görög és latin remekírók. 1911. Budapest, Franklin.
- Euripides drámái, bevezetéssel és jegyzetekkel ellátva 1911-1919. Budapest, MTA.
- Euripides elveszett drámáinak töredékei, 1926, Budapest, Királyi Magyar Egyetemi Nyomda.
- Pindaros, Görög és római remekírók. 1929. Budapest, Globus.
- A görög lira gyöngyei (1933). Szeged, Szegedi Városi Nyomda. 183 p.

### Műfordítások latinból
- Gaius Valerius Catullus versei. Irodalom-történeti tanulmánnyal bevezetve és jegyzetekkel kísérve (1880). Budapest, Franklin.
- Nausikaa, az Odyssea VI. éneke. Besztercebánya, 1881.
- Cicero a kötelességekről. Budapest, 1885. (Akadémiai kiadvány.)
- Tibullus elegiái. Budapest, 1886. (Rymes fordítás. Kiadta a Kisfaludy-társaság. Ugyanaz Olcsó Könyvtár 215.)
- Sophokles Antigonéja. Bevezetéssel és jegyzetekkel. Budapest, 1890.
- Ciceronis de Officiis libri tres. Budapest, 1890. (Szöveg.)
- Propertius elégiái, (1897) Budapest, Franklin
- Catullus versei, (1901) Budapest, Franklin
- Ámor és Psyche : Apuleius meséje : bevezetéssel ellátta Csengeri János (1911) Budapest, Franklin. 68 p.
- Martialis Marcus Valerius epigrammáinak tizennégy könyve a látványosságok könyvével, (1942) Budapest, MTA

### Ifjúsági művek
- Tündérszép képeskönyv. Budapest, (1888.) Lizzie Mack képeivel.
- Mulatságra üt az óra. Budapest, 1889. (H. M. Bonnet rajzaival és Cs. J. verseivel.)
- Piczi babák kicsi képes verses könyve. Budapest, 1890.
- Boda Máté, a kortesvezér. Budapest, 1890. (Mesemondó 18.)
- Ludas Matyi historiája. Budapest, 1890. (Mesemondó 47.)
- A hordós lovag. Budapest, 1890. (Mesemondó 40.)
- Mit mesélt Náthán zsidó a török császárnak. Budapest, 1890. (Nóták, históriák, Jó Könyvek 5.)
- Judit asszony. Budapest, 1890. (Jó Könyvek 2. sz.)
- Debreczeni nóták. Budapest, 1890. (Jó Könyvek 61.)
- Goethe Iphigeniája. A Kisfaludy-társaság által Lukács Krisztina pályázatán megdicsért műfordítás. Budapest, 1890. (A Kisfaludy-társaság Évlapjai XXIV. kötetében is. Először adatott a Nemzeti szinházban 1890. decz. 31.)
- Homeros Iliasa. A közoktatási miniszter megbizásából, bő szemelvényekben ford. (prózában.) Budapest, 1891.

### Egyéb
- Miért pusztul a magyar nép? Budapest, (1890. 16.)

## Tudományos tisztség
- Classica-Philologiai Bizottság tagja
- Magyar Paedagogia c. szakfolyóirat szerkesztője (1892-1896)

## Társasági tagság
- La Fontaine Társaság, elnök
- Kisfaludy Társaság, tag (1904-)
- Magyar Paedagogiai Társaság
- Erdélyi Irodalmi Társaság, alelnök
- Philológiai Társaság, választmányi tag
- Magyar Nyelvtudományi Társaság, választmányi tag
- Goethe Társaság

## Emlékezete

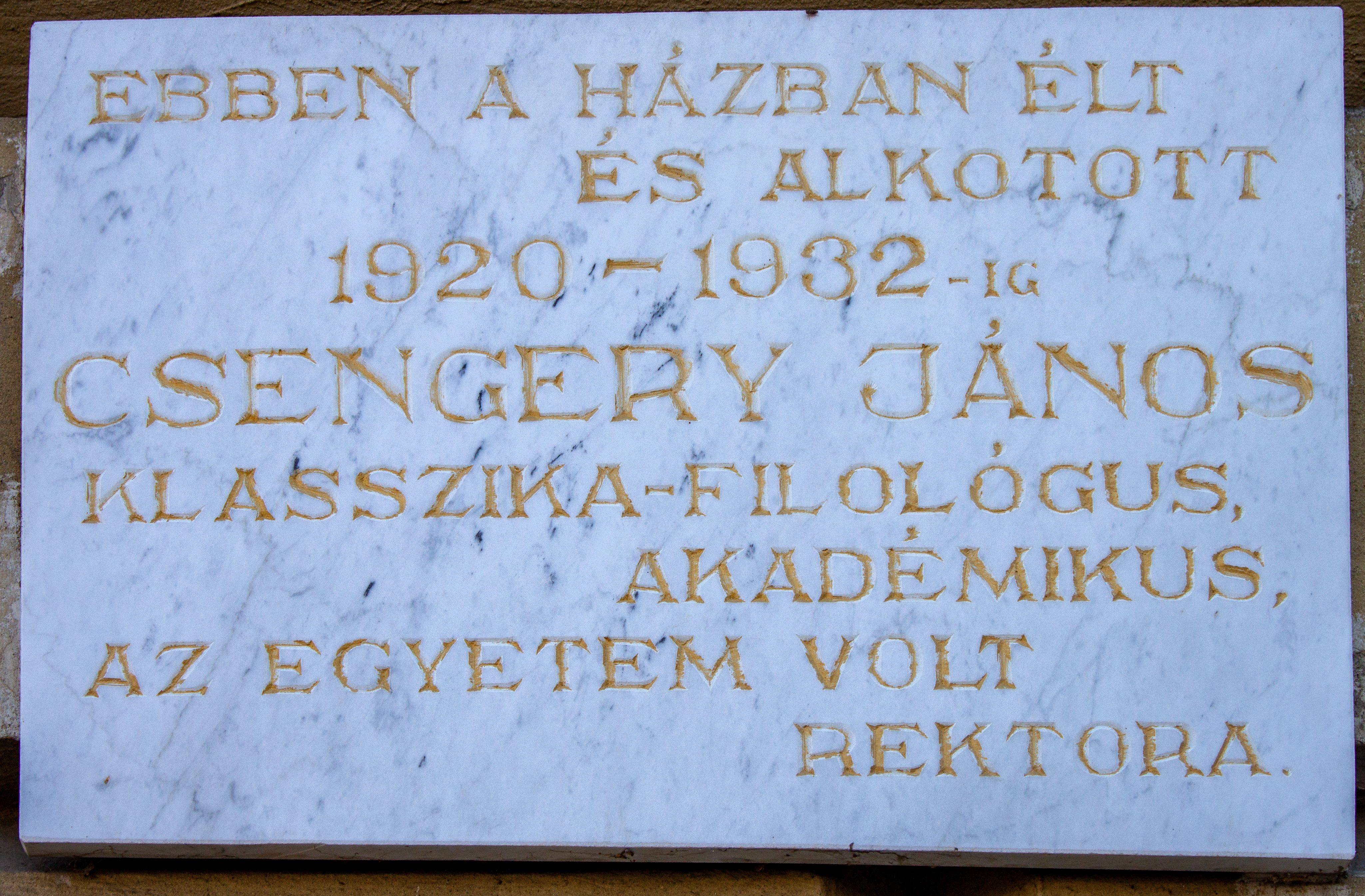
Csengery János emléktáblája Szegeden

- Csengery János szegedi munkásságának elismeréseképpen mészkőből készült emléktáblát helyeztek el szegedi lakóháza falán (Roosevelt tér 14.), az emléktábla szövege:

és alkotott
1920-1932-ig
CSENGERY JÁNOS
klasszika-filológus,